# François de Salignac de La Mothe-Fénelon (mort vers 1580)
Pour les articles homonymes, voir Fénelon (homonymie) et Salignac.
Francois de Salignac de La Mothe-Fénelon (né vers 1529, mort vers 1580) est un ecclésiastique qui fut évêque de Sarlat de 1568 à 1579.

## Biographie
François de Salignac de La Mothe-Fénélon est fils cadet d'Hélie qui teste en 1540 et de Catherine de Ségur. Il est l'oncle de son successeur à l'évêché de Sarlat de Louis Ier de Salignac.
François de Salignac est chanoine du chapitre puis vicaire général de l'archidiocèse de Bordeaux. Il devient évêque de Sarlat en 1568 et il est consacré l'année suivante par Antoine Prévost de Sansac l'archevêque de Bordeaux. Il fait son entrée dans sa cité le 29 mai 1569. Au début de la cinquième guerre civile (1574-1576), le 22 février 1574 la ville de Sarlat est prise par une troupes de Réformés, la cité est pillée, ils brûlent les reliques, enlèvent les titres. Deux parents de l'évêque Pons de Salignac l'archidiacre et Pierre le chantre de la cathédrale sont tués. Le prélat se réfugie dans son manoir épiscopal d'Issigeac qui est pris à son tour et mis à sac. En 1578 un collège est fondé à Sarlat et l'évêque lui accorde une prébende. En 1579 s'estimant trop âgé pour la charge il résigne son siège épiscopal en faveur de son neveu Louis Ier, se retire à Fénelon où il meurt deux ans plus tard.